# Łew Zacharczyszyn
Łew Łeonidowycz Zacharczyszyn, Лев Леонідович Захарчишин, Левко Захарчишин (ur. 22 kwietnia 1961 w Chodorowie) – ukraiński inżynier, działacz społeczny i polityczny, aktywista harcerski, przedsiębiorca, urzędnik administracji państwowej i konsularny.

## Życiorys
Był pracownikiem katedry chemii Narodowego Uniwersytetu Leśnictwa Ukrainy (Національний лісотехнічний університет Україниwe) we Lwowie (1977) oraz archiwistą Centralnego Państwowego Archiwum Historycznego we Lwowie (1977–1978). Ukończył Narodowy Uniwersytet Leśnictwa Ukrainy z tytułem inżyniera gospodarki leśnej (1983), był pracownikiem naukowym lwowskiego oddziału Instytutu Botaniki Ukrainy, obecnie Instytut Ekologii Karpat NAS Ukrainy (Інститут екології Карпат НАН України), specjalność „ekologia” (1983–1986) i doktorantem Lwowskiego Regionalnego Instytutu Zarządzania Państwowego przy Prezydencie Ukrainy, specjalność „mechanizm zarządzania państwowego”.
Od 1987 był aktywnym uczestnikiem, a w latach 1989–1990 przewodniczącym Towarzystwa Lwa (Товариство Лева) – pierwszej niezależnej organizacji społeczno-kulturalnej Ukrainy, która stała na czele odrodzenia narodowego Ukrainy. Był radnym lwowskiego sejmiku obwodowego (1990–1994). Od 1989 działacz Narodowej Organizacji Harcerskiej Ukrainy „Płast”, zaś w latach 1999–2003 na czele jej struktur regionalnych. Ponownie wybrany do obwodowego sejmiku we Lwowie (2006–2009), pracował też jako zastępca szefa Administracji Obwodu (2006–2008). Był członkiem Rady Politycznej partii „Pora”. Pracował jako zastępca dyrektora/dyrektor departamentu Współpracy Międzynarodowej i Turystyki Lwowskiej Administracji Obwodowej (2009–2015). Pełnił funkcję konsula/kier. konsulatu/konsula generalnego Ukrainy w Gdańsku (2016–2021).